# 카카오헬로
카카오헬로(KakaoHello)는 카카오가 2015년 9월 초 출시했었던 카카오계정 기반의 전화앱 서비스다. 출시 5일 만에 50만 가입자를 모으며 큰 인기를 끌었지만, 2016년 1월 19일 서비스가 종료되었다. 스팸 번호 차단부터, 연락처 관리, 실시간 발신자 정보 제공, 상호명 전화번호 검색 등 다양한 편의 기능을 앱 하나로 즐길 수 있었다.